# Tramp Stamps
Tramp Stamps — американський поп-панк гурт з Нешвілла, штат Теннессі, створений у 2020 році.
Спочатку гурт Tramp Stamps набув популярності на платформі TikTok.
Але гурт отримав негативні відгуки через суперечливі ліричні тексти пісень, використання естетики панк-культури без розуміння її значення та їхні ймовірні зв’язки з комерційною музичною індустрією.
Гурт грав поп-панк, часто поєднуючи елементи поп-музики та скейт-панку.
Новинний канал Vice News класифікував музику гурту, як феміністський панк, Rolling Stone визначив їх стиль, як квір-панк.
З 2020 року гурт випускав музику на власному лейблі Make Tampons Free.

## Історія
Усі троє учасниць працювали в музичній індустрії до створення гурту. 
Пейдж Блю працювала автором пісень і продюсувала музику, яка з'являлася в шоу на MTV, DirecTV, Starz  та в рекламі Apple, і Sephora.
Керолайн Бейкер і Маріса Майно підписали угоди з видавничою компанією музиканта Dr. Luke, Prescription Songs.
Маріса Майно — письменниця і співачка. 
Керолайн Бейкер — автор пісень, співачка, продюсер, відома як «Caro» або «Carobae».
Керолайн Бейкер закінчила Belmont у травні 2018 року та випустила свій дебютний мініальбом, songs from 3am. Вона написала деякі пісні для свого мініальбому разом із співавтором з Prescription, Меган Редмонд (Megan Redmond) і сама продюсувала проект.

## Учасники гурту
- Керолайн Бейкер (Caroline Baker) — гітара, бек-вокал
- Пейдж Блу (Paige Blue) — ударні, бек-вокал
- Маріса Майно (Marisa Maino) — головний вокал

## Дискографія

### Мініальбоми
- We Got Drunk and Made an EP (2021)

### Сингли
- "Sex with Me" (2021)
- "1-800-miss-ur-guts" (2021)
- "I'd Rather Die" (2021)
- "The Legend of Jennifer" (2021)
- "Not So Silent Night" (2021)